# American 500 1968
American 500 1968 var ett stockcarlopp ingående i Nascar Grand National Series (nuvarande Nascar Cup Series) som kördes 27 oktober 1968 på den 1,0 mile (1,609 km) långa ovalbanan North Carolina Motor Speedway i Rockingham i North Carolina. Totalt avverkades 500 miles (804,672 km) fördelat på 500 varv. Banunderlaget var asfalt. Loppet vanns av Richard Petty i en Plumouth på tiden 4:45.33 körande för Petty Enterprises. Pettys snitthastighet uppgick till 105,06 mph. Det var Pettys 91:a vinst av totalt 200 i karriären. Prispotten uppgick till 69 800 dollar, varav 17 075 dollar gick till segraren.

## Resultat
| Plc     | Nr  | Förare             | Team/ bilägare              | Konstruktör | Start | Varv | Ledda varv |
| ------- | --- | ------------------ | --------------------------- | ----------- | ----- | ---- | ---------- |
| 1       | 43  | Richard Petty      | Petty Enterprises           | Plumouth    | 4     | 500  | 216        |
| 2       | 19  | David Pearson      | Holman Moody                | Ford        | 2     | 500  | 24         |
| 3       | 78  | LeeRoy Yarbrough   | Junior Johnson & Associates | Ford        | 6     | 498  | 0          |
| 4       | 497 | Tiny Lund          | Bud Moore Engineering       | Mercury     | 9     | 497  | 1          |
| 5       | 496 | Bobby Allison      | Tom Friedkin                | Plumouth    | 8     | 496  | 0          |
| 6       | 91  | Don White          | Nichels Engineering         | Dodge       | 14    | 495  | 0          |
| 7       | 48  | James Hylton       | Hylton Engineering          | Dodge       | 17    | 491  | 0          |
| 8       | 83  | G.C. Spencer       | Roy Trantham                | Ford        | 16    | 488  | 0          |
| 9       | 03  | Richard Brickhouse | Dub Clewis                  | Plumouth    | 20    | 480  | 0          |
| 10      | 75  | Butch Hartman      | Butch Hartman               | Dodge       | 18    | 478  | 0          |
| 11      | 4   | John Sears         | DeWitt Racing               | Ford        | 19    | 476  | 0          |
| 12      | 39  | Friday Hassler     | Red Sharp                   | Chevrolet   | 28    | 466  | 0          |
| 13      | 7   | Bobby Johns        | Shorty Johns                | Chevrolet   | 27    | 446  | 0          |
| 14      | 47  | Bill Seifert       | Seifert Racing              | Ford        | 39    | 444  | 0          |
| 15      | 20  | Clyde Lynn         | Negre Racing                | Ford        | 41    | 433  | 0          |
| 16      | 27  | Donnie Allison     | Matthews Racing             | Ford        | 13    | 430  | 11         |
| 17      | 71  | Bobby Isaac        | K&K Insurance Racing        | Dodge       | 3     | 427  | 118        |
| 18      | 45  | Earl Brooks        | Seifert Racing              | Ford        | 44    | 427  | 0          |
| 19      | 9   | Roy Tyner          | Roy Tyner                   | Pontiac     | 36    | 420  | 0          |
| 20      | 93  | Walson Gardner     | Walson Gardner              | Ford        | 35    | 414  | 0          |
| 21      | 19  | Henley Gray        | Gray Racing                 | Ford        | 38    | 408  | 0          |
| 22      | 18  | Dick Johanson      | Dick Johanson               | Ford        | 42    | 407  | 0          |
| 23      | 25  | Jabe Thomas        | Robertson Racing            | Ford        | 43    | 400  | 0          |
| 24      | 30  | Dave Marcis        | Larry Wehrs                 | Chevrolet   | 24    | 396  | 0          |
| 25      | 3   | Buddy Baker        | Fox Racing                  | Dodge       | 10    | 385  | 38         |
| 26      | 21  | Cale Yarborough    | Wood Brothers Racing        | Mercury     | 1     | 325  | 92         |
| 27      | 34  | Wendell Scott      | Scott Racing                | Ford        | 37    | 309  | 0          |
| 28      | 10  | Bill Champion      | Champion Racing             | Ford        | 22    | 271  | 0          |
| 29      | 99  | Paul Goldsmith     | Nichels Engineering         | Dodge       | 5     | 270  | 0          |
| 30      | 59  | Tommy Gale         | Lyle Stelter                | Mercury     | 26    | 172  | 0          |
| 31      | 97  | Red Farmer         | Red Farmer                  | Ford        | 25    | 159  | 0          |
| 32      | 06  | Neil Castles       | Neil Castles                | Plumouth    | 29    | 156  | 0          |
| 33      | 22  | Darel Dieringer    | Mario Rossi                 | Plumouth    | 11    | 148  | 0          |
| 34      | 1   | Pete Hamilton      | King Enterprises            | Dodge       | 12    | 145  | 0          |
| 35      | 70  | J.D. McDuffie      | McDuffie Racing             | Buick       | 31    | 95   | 0          |
| 36      | 76  | James Sears        | Don Culpepper               | Ford        | 34    | 92   | 0          |
| 37      | 8   | Don Tarr           | Don Tarr                    | Chevrolet   | 33    | 91   | 0          |
| 38      | 57  | Ervin Pruitt       | Ervin Pruitt                | Dodge       | 23    | 90   | 0          |
| 39      | 80  | E.J. Trivette      | E.C. Reid                   | Chevrolet   | 40    | 87   | 0          |
| 40      | 64  | Elmo Langley       | Langley-Woodfield Racing    | Ford        | 30    | 82   | 0          |
| 41      | 6   | Charlie Glotzbach  | Owens Racing                | Dodge       | 7     | 59   | 0          |
| 42      | 29  | Bud Moore          | Bondy Long                  | Ford        | 15    | 53   | 0          |
| 43      | 32  | Dexter Gainey      | Elmer Buxton                | Ford        | 32    | 41   | 0          |
| 44      | 21  | Frank Gardner      | i.u.                        | Ford        | 21    | 2    | 0          |
| Källor: |     |                    |                             |             |       |      |            |